# Senátní obvod č. 18 – Příbram
Senátní obvod č. 18 – Příbram je podle zákona č. 247/1995 Sb. tvořen celým okresem Příbram, jihozápadní částí okresu Benešov, ohraničenou na severu obcemi Vrchotovy Janovice, Olbramovice, Vojkov, Heřmaničky, Smilkov a Červený Újezd, a jižní částí okresu Praha-západ, ohraničená na severu obcemi Mníšek pod Brdy, Řitka, Líšnice, Davle, Petrov, Libeř a Psáry.
Současným senátorem je od roku 2020 Petr Štěpánek, člen hnutí STAN. V Senátu je členem Senátorského klubu Starostové a nezávislí. Dále působí jako člen Výboru pro záležitosti Evropské unie.

## Senátoři
| Volby | Volby | Senátor | Senátor       | Volební strana | Navrhující strana | Politická příslušnost | Odkaz  |
| ----- | ----- | ------- | ------------- | -------------- | ----------------- | --------------------- | ------ |
|       | 1996  |         | Zdeněk Vojíř  | ČSSD           | ČSSD              | ČSSD                  | profil |
|       | 2002  |         | Jaromír Volný | ODS            | ODS               | ODS                   | profil |
|       | 2008  |         | Josef Řihák   | ČSSD           | ČSSD              | ČSSD                  | profil |
|       | 2014  |         | Jiří Burian   | ODS            | ODS               | ODS                   | profil |
|       | 2020  |         | Petr Štěpánek | STAN           | STAN              | STAN                  | profil |

## Volby

### Rok 1996
| Kandidát | Kandidát             | Volební strana | Navrhující strana | Politická příslušnost | Počet hlasů (1. kolo) | %     | Počet hlasů (2. kolo) | %     |
| -------- | -------------------- | -------------- | ----------------- | --------------------- | --------------------- | ----- | --------------------- | ----- |
|          | Ing. Zdeněk Vojíř    | ČSSD           | ČSSD              | ČSSD                  | 6 866                 | 21,71 | 16 249                | 52,85 |
|          | PhDr. Andrej Gjurič  | ODS            | ODS               | ODS                   | 9 406                 | 29,74 | 14 499                | 47,15 |
|          | František Vácha      | KDU-ČSL        | KDU-ČSL           | KDU-ČSL               | 5 663                 | 17,91 | —                     | —     |
|          | PaedDr. Jan Novák    | KSČM           | KSČM              | KSČM                  | 4 865                 | 15,38 | —                     | —     |
|          | JUDr. Tomáš Sokol    | ČSNS           | ČSNS              | ČSNS                  | 2 353                 | 7,44  | —                     | —     |
|          | Jiří Slanec          | NK             | NK                | BEZPP                 | 830                   | 2,62  | —                     | —     |
|          | Ing. Miroslav Uher   | NK             | NK                | BEZPP                 | 569                   | 1,80  | —                     | —     |
|          | Naděžda Kubínová     | SZ             | SZ                | SZ                    | 563                   | 1,78  | —                     | —     |
|          | MUDr. Lidmila Ripová | MDS            | MDS               | MDS                   | 510                   | 1,61  | —                     | —     |

### Rok 2002
| Kandidát | Kandidát            | Volební strana | Navrhující strana | Politická příslušnost | Počet hlasů (1. kolo) | %     | Počet hlasů (2. kolo) | %     |
| -------- | ------------------- | -------------- | ----------------- | --------------------- | --------------------- | ----- | --------------------- | ----- |
|          | Ing. Jaromír Volný  | ODS            | ODS               | ODS                   | 8 334                 | 35,46 | 17 175                | 55,67 |
|          | Ing. Zdeněk Vojíř   | ČSSD           | ČSSD              | ČSSD                  | 5 794                 | 24,65 | 13 671                | 44,32 |
|          | Ing. Antonín Bartoň | KSČM           | KSČM              | KSČM                  | 5 404                 | 22,99 | —                     | —     |
|          | Mgr. Josef Vacek    | KDU-ČSL        | KDU-ČSL           | KDU-ČSL               | 3 964                 | 16,87 | —                     | —     |

### Rok 2008
| Kandidát | Kandidát               | Volební strana | Navrhující strana | Politická příslušnost | Počet hlasů (1. kolo) | %     | Počet hlasů (2. kolo) | %     |
| -------- | ---------------------- | -------------- | ----------------- | --------------------- | --------------------- | ----- | --------------------- | ----- |
|          | MVDr. Josef Řihák      | ČSSD           | ČSSD              | ČSSD                  | 15 010                | 35,07 | 20 971                | 62,57 |
|          | Ing. Jaromír Volný     | ODS            | ODS               | ODS                   | 9 661                 | 22,57 | 12 543                | 37,42 |
|          | Mgr. Jiřina Humlová    | KSČM           | KSČM              | KSČM                  | 5 943                 | 13,88 | —                     | —     |
|          | Mgr. Josef Vacek       | KDU-ČSL        | KDU-ČSL           | KDU-ČSL               | 3 131                 | 7,31  | —                     | —     |
|          | JUDr. Vladimír Kyselák | NK             | NK                | BEZPP                 | 2 260                 | 5,28  | —                     | —     |
|          | Martin Bartoš          | SZR            | SZR               | BEZPP                 | 2 169                 | 5,06  | —                     | —     |
|          | Alena Šálová           | SZ             | SZ                | SZ                    | 2 128                 | 4,97  | —                     | —     |
|          | PaedDr. Vladimír Kříž  | STŘEDOČ.       | US-DEU            | US-DEU                | 2 121                 | 4,95  | —                     | —     |
|          | Pavel Jánský           | SDŽ            | SDŽ               | SDŽ                   | 366                   | 0,85  | —                     | —     |

### Rok 2014
| Kandidát | Kandidát             | Volební strana   | Navrhující strana | Politická příslušnost | Počet hlasů (1. kolo) | %     | Počet hlasů (2. kolo) | %     |
| -------- | -------------------- | ---------------- | ----------------- | --------------------- | --------------------- | ----- | --------------------- | ----- |
|          | Ing. Jiří Burian     | ODS              | ODS               | ODS                   | 9 146                 | 19,36 | 9 387                 | 53,46 |
|          | MUDr. Vladimír Danda | ANO              | ANO               | BEZPP                 | 9 932                 | 21,02 | 8 170                 | 46,53 |
|          | MVDr. Josef Řihák    | ČSSD             | ČSSD              | ČSSD                  | 8 926                 | 18,89 | —                     | —     |
|          | Mgr. Václav Švenda   | TOP 09, STAN     | TOP 09            | TOP 09                | 7 694                 | 16,29 | —                     | —     |
|          | RSDr. Josef Hála     | KSČM             | KSČM              | KSČM                  | 6 542                 | 13,85 | —                     | —     |
|          | MUDr. Karel Beneš    | Svobodní         | Svobodní          | Svobodní              | 2 604                 | 5,51  | —                     | —     |
|          | Martin Bartoš        | Úsvit, Hora 2014 | Úsvit             | BEZPP                 | 2 387                 | 5,05  | —                     | —     |

### Rok 2020
| Kandidát | Kandidát                    | Volební strana | Navrhující strana | Politická příslušnost | Počet hlasů (1. kolo) | %     | Počet hlasů (2. kolo) | %     |
| -------- | --------------------------- | -------------- | ----------------- | --------------------- | --------------------- | ----- | --------------------- | ----- |
|          | Petr Štěpánek               | STAN           | STAN              | STAN                  | 9 646                 | 21,98 | 11 372                | 70,18 |
|          | Ing. Jiří Burian            | ODS            | ODS               | ODS                   | 7 109                 | 16,19 | 4 831                 | 29,81 |
|          | MUDr. Stanislav Holobrada   | ČSSD           | ČSSD              | ČSSD                  | 7 038                 | 16,13 | —                     | —     |
|          | Mgr. Simona Luftová         | Piráti         | Piráti            | Piráti                | 6 763                 | 15,41 | —                     | —     |
|          | Mgr. Václav Švenda          | TOP 09         | TOP 09            | TOP 09                | 5 178                 | 11,79 | —                     | —     |
|          | Mgr. Jindřich Havelka, DiS. | KSČM           | KSČM              | KSČM                  | 3 337                 | 7,60  | —                     | —     |
|          | Bc. Jiří Novotný            | SPD            | SPD               | SPD                   | 2 770                 | 6,31  | —                     | —     |
|          | PhDr. Jiřina Rosáková       | Zelení, SEN 21 | Zelení            | BEZPP                 | 1 999                 | 4,55  | —                     | —     |

## Volební účast
|  | nejvyšší volební účast |  | nejnižší volební účast |

| Rok  | % (1. kolo) | % (2. kolo) |
| ---- | ----------- | ----------- |
| 1996 | 34,67       | 33,07       |
| 2002 | 24,86       | 34,05       |
| 2008 | 41,22       | 29,70       |
| 2014 | 42,39       | 14,69       |
| 2020 | 38,63       | 13,69       |